# Veliki tektonski jarek
Veliki tektonski jarek tudi Vzhodnoafriški riftni jarek ali Vzhodnoafriški tektonski jarek  (angl. East African Rift (EAR) ali East African Rift System (EARS)) je aktiven kontinentalni riftni jarek v Vzhodni Afriki. Razvijati se je začel  okoli začetka miocena, pred 22–25 milijoni let. V preteklosti je veljal za del večje Velike riftne doline, ki se je raztezala proti severu do Male Azije.
Ozko območje, rift ali prelom, je razvijajoča se divergentna meja tektonskih plošč, kjer se Afriška plošča v procesu cepljenja razcepi na dve tektonski plošči, imenovani Somalijska plošča in Nubijska plošča, s hitrostjo 6-7 mm na leto. Riftni sistem je sestavljen iz treh mikroplošč, mikroplošča Victoria na severu, in Rovuma in Lwandle na jugu. Mikroplošča Victoria se vrti v nasprotni smeri urinega kazalca glede na Afriško ploščo. Njeno vrtenje je posledica konfiguracije mehansko šibkejših in močnejših litosfernih regij v Velikem afriškem riftnem sistemu.
Kot se širitev nadaljuje, se bo litosferni pretrg zgodil v 10 milijonih letih; Somalijska plošča se bo odcepila in nastala bo nova oceanska kotanja.

## Razširjenost
Sistem Velikega tektonskega jarka se razteza na dolžini okoli 4000 kilometrov od Mozambika na jugu do Etiopije na severu. Sestavljen je iz dveh glavnih vej. Vzhodna riftna dolina (znana tudi kot Gregory Rift) vključuje glavni etiopski prelom, ki teče proti vzhodu od trojnega križišča Afar, ki se nadaljuje proti jugu kot Kenijska riftna dolina. Zahodna riftna dolina vključuje Albertov tektonski jarek, južneje pa dolino jezera Malavi. Severno od trojnega križišča Afar sledi razpoka po eni od dveh poti: zahodno do Rdečega morja ali vzhodno do Adenskega grebena v Adenskem zalivu.
V grobem lahko sistem Velikega tektonskega jarka razdelimo v štiri dele: 
- Etiopski jarek med Turkanskim jezerom (prej Rudolfovo jezero) in Danakilsko depresijo,
- Vzhodni jarek v Keniji in Tanzaniji, ki vključuje stranski veji, v katerih ležita jezero Eyasi in zaliv Kavirondo na severovzhodu Viktorijinega jezera,
- Zahodni jarek med Tanganjiškim in Albertovim jezerom in
- Malavijski jarek z istoimenskim jezerom in dolino reke Shire

## Teorije o geološki evoluciji
Številne teorije poskušajo razjasniti razvoj Velikega tektonskega jarka. Leta 1972 je bilo predlagano, da ta ni posledica tektonske aktivnosti, temveč razlike v gostoti skorje. Od 1990-ih so bili najdeni dokazi v korist plaščnih pramenov pod jarkom. Drugi so predlagali afriško superpramen (območje z nizkimi strižnimi hitrostmi v plašču), ki povzroča deformacijo plašča. Čeprav so učinki globokih pramenov v plašču pomembna hipoteza, sta njihova lokacija in dinamika slabo razumljeni in je stvar aktivnih raziskav. O vprašanju se še vedno razpravlja.
Najnovejše in sprejeto stališče je teorija, predstavljena leta 2009: da imata magmatizem in tektonika plošč povratne informacije, ki jih nadzirajo posredni pogoji riftinga. V skladu s to teorijo redčenje litosfere ustvarja vulkansko aktivnost, kar dodatno povečuje magmatske procese, kot so intruzije in številni majhni prameni. Ti procesi dodatno tanjšajo litosfero na nasičenih območjih, zaradi česar se redčenje litosfere obnaša kot srednjeoceanski hrbet.
Študije, ki prispevajo k širšemu razumevanju razvoja jarkov, lahko združimo v tehnike izotopske geokemije, potresne tomografije in geodinamičnega modeliranja.

### Geokemija izotopov
Različni geokemični podpisi skupine etiopskih lav kažejo na več virov pramenov: vsaj enega iz globokega plašča in enega iz podkontinentalne litosfere. V skladu s tem je študija iz leta 2014 primerjala geokemični podpis izotopov redkih zemelj iz ksenolitov in vzorcev lave, zbranih v Velikem tektonskem jarku. Rezultati potrjujejo sožitje superpramena, »skupnega za celotno razpoko«, pri čemer je drug vir materiala plašča subkontinentalni tip ali tip srednjeoceanskega hrbta.

### Seizmična tomografija
Geofizikalna metoda potresne tomografije je primerno orodje za raziskovanje podzemnih struktur Zemlje globlje od skorje. Gre za tehniko inverzne problematike, ki modelira hitrosti notranje Zemlje in reproducira seizmografske podatke, zabeležene po vsem svetu. Nedavne izboljšave tomografskih zemeljskih modelov hitrosti P-vala in S-vala kažejo, da superpramen, ki se dviga iz spodnjega plašča na severovzhodnem jarku, dovaja manjše pramene v zgornji plašč.

### Geodinamično modeliranje
Vzporedno z geološkimi in geofizikalnimi merami (npr. Razmerja izotopov in potresne hitrosti) je konstruktivno preizkusiti hipoteze na računalniško podprtih geodinamičnih modelih. 3D numerični geodinamični model spenjanja lupine s skorjo je bil sposoben reproducirati stransko asimetrijo jarka okoli tanzanijskega kratona. Numerično modeliranje kontinentalnega razpada, ki ga povzroča pramen, kaže na dve različni stopnji, razpoko v skorji, ki ji sledi razpad litosfere in dvig navzgor med stopnjami zgornjega pramena plašča.

## Geološki razvoj
Pred riftingom so na površje izbruhnile ogromne kontinentalne poplave bazalta in prišlo je do dviga etiopskih, somalijskih in vzhodnoafriških planot. Za prvo stopnjo nastanka Velikega tektonskega jarka je značilna lokalizacija razpok in magmatizem vzdolž celotnega območja preloma. Obdobja podaljšanja so se izmenjevala s časi relativne neaktivnosti. Prišlo je tudi do ponovne aktivacije predkambrijske šibkosti v skorji, območja šivov več kratonov, premika vzdolž velikih mejnih prelomov in razvoja globokih asimetričnih kotlin. Za drugo stopnjo riftinga je značilno deaktiviranje velikih mejnih prelomov, razvoj notranjih segmentov prelomov in koncentracija magmatske aktivnosti proti razpokam.
Danes ozki riftni segmenti sistema Velikega tektonskega jarka tvorijo območja lokaliziranega seva. Ti prelomi so posledica delovanja številnih normalnih prelomov, značilnih za vsa tektonska območja jarkov. Kot že omenjeno, obsežni magmatizem in kontinentalni poplavni bazalti označujejo nekatere odseke rifta, drugi segmenti, kot je zahodna veja, pa imajo le zelo majhne količine vulkanskih kamnin. 

## Petrologija
Afriška kontinentalna skorja je na splošno hladna in močna. Po vsem Velikem tektonskem jarku najdemo veliko kratonov, na primer tanzanijski in kaapvaalski. Kratoni so debeli in so preživeli milijarde let z malo tektonske aktivnosti. Zanje so značilni pasovi zelenih kamnov, tonalit in druge visoko kakovostne metamorfne kamnine. Kratoni so pomembni zaradi mineralnih virov z velikimi nahajališči zlata, antimona, železa, kroma in niklja.
V oligocenu je izbruhnila velika količina kontinentalne poplave bazaltov, pri čemer je večina vulkanizma sovpadala z odprtjem Rdečega morja in Adenskega zaliva pred približno 30 milijoni let. Sestava vulkanov je kontinuum ultraalkalnih do tolejitskih in felsičnih kamnin. Predlagano je bilo, da bi lahko raznolikost sestavkov delno razložili z različnimi regijami virov plašča. Veliki tektonski jarek prereže tudi stare sedimentne kamnine, odložene v starodavnih bazenih.

## Vulkanizem in seizmika
Cona Velikega tektonskega jarka vključuje številne aktivne in mirujoče vulkane, med njimi: gora Kilimandžaro, Mount Kenya, gora Mount Longonot, krater Menengai, gora Karisimbi, gora Nyiragongo, gora Meru in Mount Elgon ter kratersko višavje v Tanzaniji. Čeprav večina teh gora leži zunaj riftne doline, jih je ustvaril Veliki tektonski jarek.
Pomembni aktivni primeri vulkanizma so Erta Ale, Dalaffilla (imenovana tudi Gabuli, Alu-Dalafilla) in Ol Doinyo Lengai. Erta Ale je vulkan z bazaltnim ščitom v regiji Afar v severovzhodni Etiopiji, ki je neprekinjeno aktiven vsaj od leta 1967, vrh jezera lave pa je dokumentiran vsaj od leta 1906. Izbruh Dalafille leta 2008, njegova edina dokumentirana dejavnost od začetka holocena , je največji zabeleženi izbruh v etiopski zgodovini. Ol Doinyo Lengai je trenutno edini aktivni vulkan natrokarbonatit na Zemlji. Njegova magma skoraj ne vsebuje silicijevega dioksida; tipični tokovi lave imajo viskoznost manj kot 100 Pa s , primerljivo z oljčnim oljem pri 26 ° C. Vulkanskih struktur, povezanih z Velikim tektonskim jarkom, z aktivnostjo od začetka holocena, je približno 50 v Etiopiji, 17 v Keniji in 9 v Tanzaniji.
Veliki tektonski jarek je največji potresno aktiven prelomni sistem na Zemlji danes. Večina potresov se zgodi v bližini Afarske depresije, največji se običajno zgodi vzdolž ali v bližini večjih mejnih prelomov. Ocenjuje se, da so potresni dogodki v preteklem stoletju dosegli največji moment 7,0. Trendi potresnosti, vzporedni s prelomom, z majhno goriščno globino 12–15 km pod riftno os. Dlje od osi so lahko goriščne globine manjše od 30 km. [29]

## Odkritja v evoluciji človeka
Riftna dolina v vzhodni Afriki je bila bogat vir fosilov hominidov, ki omogočajo preučevanje evolucije človeka. Hitro razpadajoče visokogorje je dolino napolnilo s sedimenti, kar je ustvarilo ugodno okolje za ohranjanje ostankov. Tu so bile najdene kosti več hominidnih prednikov sodobnih ljudi, vključno z "Lucy", delnim okostjem avstralopiteka, ki ga je odkril antropolog Donald Johanson, star več kot 3 milijone let. Richard in Mary Leakey sta v tej regiji tudi opravila pomembno delo.
Leta 2008 sta bila tukaj odkrita še dva prednika hominidov: 10 milijonov let stara opica, imenovana Chororapithecus abyssinicus, najdena v Afarskem prelomu v vzhodni Etiopiji, in Nakalipithecus nakayamai, ki je prav tako star 10 milijonov let.